# Ján Silván
Ján Silván, psán také Ján Sylván (1493 Trnava – 14. února 1573 Domažlice) je nejvýznamnější slovenský renesanční básník, hudebník, kazatel a konšel.
Ján Silván je nejstarší slovenský duchovní lyrik, popisovaný také jako nostalgický lyrik, a první slovenský literární autor, který se rozhodl pro aktuální básnické zpracovaní ucelené části žalmů. Ze středověké literární anonymity vstupuje do novověku jako první básní známý jménem. Jde o první jméno ve slovenských literárních dějinách, které skutečně zazářilo.

## Životopis

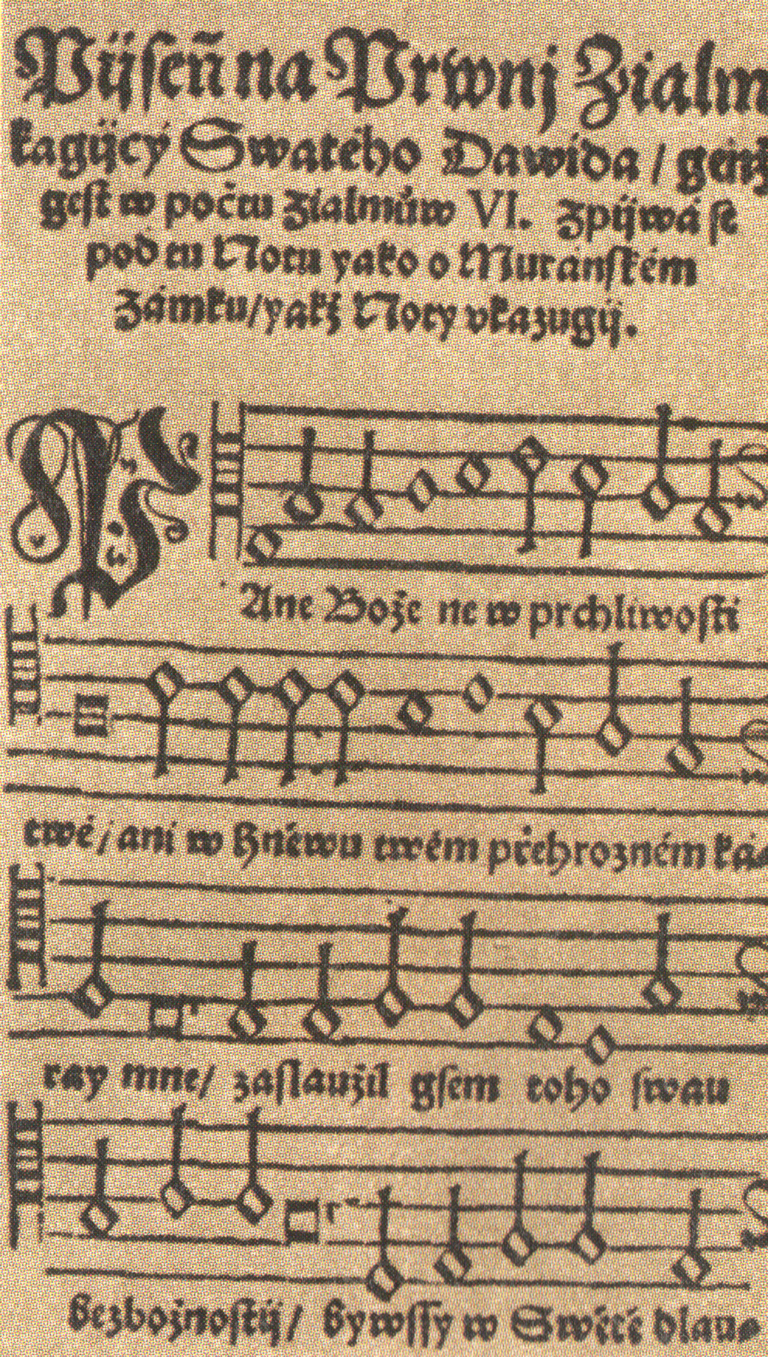
Pieseň na prvý žalm z kancionála Jána Silvána Písně nové na sedm žalmů kajících a jiné žalmy (Praha 1571)

Ján Silván se narodil v roce 1493 v Trnavě. Pocházel z poddanské rodiny, záznam v matrice Vídeňské univerzity, kde se zapsal roku 1516 jako Johannes Silvanus de Merica, však svědčí o jeho vyšším vzdělání. Na Silvánův slovenský původ jasně ukazuje i jeho příjmení „natione Pannonius“. O jeho dalších životních osudech se zachovalo málo dokumentů, ale i ty však nasvědčují, že Silvánovy životní peripetie byly základním impulzem jeho tvorby a že tyto prudké změny souvisely s jeho konfesionální orientací na Jednotu bratrskou, orientovanou zwingliánsky. Vídeňská univerzita byla v době, kdy na ní studoval, poznamenaná myšlenkami jednoho z předních představitelů reformace ve Švýcarsku Ulricha Zwingliho a zřejmě i toto prostředí předurčilo Silvána k tomu, že po roce 1527 působil jako anabaptistický kazatel v Ivančicích na Moravě. V té době vyšlo totiž nařízení Ferdinanda Habsburského o zákazu působení anabaptistů a zwingliánů v Uhersku a velká část jejich příznivců se usadila právě na Moravě. Největší osobní (fyzické i psychické) problémy Silván zřejmě prožíval (soudě podle jeho poezie) v době postupného sbližování jednotlivých reformačních proudů s nejsilnější – luteránskou reformační vlnou, které nekompromisně odmítal (tzv. wittenberská konkordie mezi zwingliány a luterány z roku 1536). Tím vůči sobě vyvolal také nepřátelství, že začátkem 40. let 16. století údajně musel utéci z Moravy na Slovensko, kde se pravděpodobně ukrýval v Malých Karpatech. Ale tady byl také pronásledován, proto se brzy vrátil do Čech.
Po roce 1536 byl písařem v službách Jana Popela z Lobkovicz v Praze a v letech 1539–1550 na jeho panství v Horšovském Týně. Vzhledem k tomu, že tento významný šlechtic a humanistický vzdělanec byl známý nepřátelským postojem k reformaci, je pravděpodobné, že i Silván se vrátil ke katolické víře. V době působení v Horšovském Týně ve funkci písaře mu při požáru města zahynula manželka se dvěma dětmi. Tam a v blízkých Domažlicích od začátku 50. let, zejména po druhém výnosném sňatku, hospodařil s rozsáhlým majetkem. Po roce 1565 žil v Domažlicích, kde patřil mezi vznešené měšťany, měl dům na náměstí a v roce 1572 se tam stal členem městské rady – konšelem.
Zemřel 14. února 1573 v Domažlicích a byl pohřben ve starém klášterním kostele. Na jeho hrobě byl vytesán latinský nápis: „Jako zbožný člověk se odebral do tiché samoty ten, kterému jako chlapci dali jméno Sylva. Ján, rozvážný a moudrý senátor, spí v tomto hrobě ve věku 80 roků. Jeho rodná zem je Trnava, v Horšovském Týně byl občanem, ale poslední místo pobytu mu poskytly Domažlice.“
Potomci Jána Sylvána žili v Horšovském Týně, v Domažlicích a v Plzni. Fridrich Sylván z Feldensteina byl v letech 1623 až 1626 císařským rychtářem v Domažlicích. Na počest Jána Sylvána byla v Horšovském Týně pojmenována ulice.

## Tvorba
Svou tvorbou se Ján Silván stal nejvýznamnějším slovenským renesančním básníkem. Pro jeho tvorbu je charakteristická působivá lyrická intimní výpověď lidského jedince – v pravém smyslu subjektivní obsahem i formou (používání přímé výpovědi 1. osoby = „já“), vnitřní umělecké zpracování tehdejších nepokojných poměrů na Slovensku (i osobních tragédií) a mnohé slovakismy v jeho českých textech. Charakteristiku specifičnosti naší duchovní lyriky (odmítání tělesné poživačnosti, glorifikace morální cnosti) možné na Silvánově poezii přímo klasicky dokumentovat. Radikalismus jeho mladosti, vášnivá duše toužící po poznání skutečných jistot ve světě rozkývaných hodnot, bolestivé hledání orientace v přílivových reformačních vlnách – a schopnost přetransformovat krizi svého vnitřního života do slov – z něho učinili básníka mimořádných kvalit. Poznávání nestálosti světa, ustavičných zvratů a marných zápasů v něm vyvolávalo až existenciální úzkost, která oslovuje čtenáře Silvánových veršů do dnešních časů. Silvánův talent vysoce hodnotili i jeho současníci – biskup Jednoty bratské Jan Blahoslav o něm mluví jako o člověku „vzdělaném, hudebníkovi i básníkovi znamenitém“, i když s výhradami ke světskému bohémskému způsobu jeho života, za který se však i sám autor (lyrický subjekt) ve svých písních kál.

### Kancionál
Ján Silván ve svém jediném samostatně publikovaném díle Písně nové na sedm žalmů kajících a jiné žalmy (Praha 1571), které vydal na sklonku života jako výběr z celoživotní tvorby v podobě kancionálu, uveřejnil 32 vlastních písní a jako přídavek 10 písní od jiných autorů. V jeho 2. rozšířeném vydání (Praha 1578) vyšlo o 8 písní a parafrází navíc.
Díky notovým záznamům nápěvů, které Silván uveřejnil u některých písní, je jeho zpěvník i důležitou hudební památkou a písně z něj lze rekonstruovat. 15 písní ze Silvánova kancionálu zhudebnil Slovenský komorný soubor Musa ludens – pod vedením manželovů Jána a Ľudmily Piptovcových s recitací Štefana Bučka – a vydal na CD nosiči s názvem Skvosty renesance – Ján Silván (1493 – 1573) roku 1997.

### Žalmické parafráze
Silván byl prvním slovenským literárním autorem, který se rozhodl pro aktuální básnické zpracování ucelené části žalmů (po něm např. Vavřinec Benedikt z Nudožer). Prvních sedm písní je parafrází kajících biblických žalmů, za kterými následují ještě parafráze na dva žalmy. Druhé vydání je rozšířené o 8 písní a parafrází.
Silván ze žalmického dvojverší, funkčně parafrázujíc, vytváří písňové čtyřverší. K písním a parafrázím na žalmy připojuje populární melodii z jednoduché historické, lidové i pololidové písně nebo mají svou individuální melodii, kterou uvádí před textem v notovém zápise. Všechny žalmické parafráze spojuje nápěv historické písně O muránském zámku, mají se tedy zpívat na melodii, v doprovodu které se rozšiřovala "historicky památná" Píseň o zámku muránském z roku 1549. Jedna z jeho nejstarších písní Z hlubokosti volám k Tobě je složená na nápěv jiné historické písně O krále Ludvíka porážce. Předepsanými nápěvy Silván sice zbavil text a melodii písně její sakrální výjimečnosti, jeho písně však díky tomu místy „upadají na charakteristický prostonárodní tón“, umožňuje mu to zpopularizovat je a učinit je lehce zapamatovatelnými. Žalmický text tak maximálně přibližuje k bezprostřednější citovosti a prožívání. Lyrický subjekt se v parafrázích žalmů jeví jako hříšný, slabý, bídný a bezmocný ve své pokoře a nedokonalosti, z čehož vyplývá jeho pocit osamělosti. „Už Blahoslav byl o Silvánovi toho názoru, že je více básníkem světským než duchovním.“

### Vlastní duchovní písně
Při zvoleném principu melodiky Silván utváří i v druhé části kancionálu, obsahujícího jeho vlastní duchovní písně výrazně subjektivního, osobního charakteru, ze nichž některé mají už parametry osobní individuální lyrické výpovědi o člověku, jeho vztahu k víře, k Bohu, k světu. V nich Silván vyjadřoval nejdříve hříšnost, pokoru, bídnost člověka, ale později i jeho vášně, utrpení, slabosti a duševní nespokoj, přitom však hlavní myšlenkou jeho básní je boj s hříchem, vášněmi a kajícnost. Lyrický subjekt je v druhé části kancionálu mnohem individuálnější, má své osobní vášně a hříchy, se kterými se musí vypořádat jen on sám. Je to pohled člověka, který pozná „pravé štěstí“, ale za cenu mnohých ztrát a proher. Lyrický subjekt se tak ocitá mezi abstraktním ideálem čistoty víry, absolutní Boží Pravdy a naděje na spásu v protikladu k prožívání reality pozemského života. Pro Silvána je jediným pramenem štěstí a vnitřní vyrovnanosti – pokoje – víra v Boha a ve vykupitelské Kristovo dílo. V nejlepších písních kancionálu lyrický subjekt dospívá do pózy kajícného hříšníka, který se k pokoře dostal jen za cenu vybojovaného osobního zápasu se sebou samým a svou hříšností.

### Nejpozoruhodnější písně
Jedinečnou osobní výpověď představuje Silvánova autobiografická žalmová píseň Z hlubokosti volám k tobě (1536), reagující na konfesionální spory, která je i rozhořčeným protestem proti zradě ideálů. Táto píseň, která se má zpívat na nápěv jiné historické písně O krále Ludvíka porážce, reaguje na události spojené s bitvou u Moháče (1526), která výrazně změnila politické poměry v Uhersku a hovoří především o hanebné zradě Uhrů, jejich nesvornosti při této rozhodující protiturecké bitvě. Poezii Jána Silvána dodává črtu neopakovatelné individuálnosti především subjektivní ostře vyhrocené prožívání lidského času, přítomné například v elegických reflexích za pominutím věku mladosti Jak jest čistá věc z mladosti a Rozpomeniž se, mládenče výborný anebo v reflexích vyjadřujících existenciální úzkost z neúprosného plynutí času spojeného s dramatickým vědomím zániku všeho pozemského, včetně bytí člověka, jakou jsou Přišel jsem na tento svět a Marnost na všem znám a vidím. Mezi nejpozoruhodnější Silvánovy písně patří i Kto chce stále štěstí míti, Ktož miluje nesmírně, nostalgická píseň Slušíť se za to prositi (která se dosud zpívá u slovenských evangelíků), píseň Srozumívám tomu, žeť radosti není..., která vyjadřuje dramaticky prožívanou úvahu nad tím, co je to vlastně "bezpečné svědomí", i skrz nové a nové poznávání, že aktivní sebeprožívání člověka není nič jiného, "než těžké soužení, ustavičný vždycky boj, srdečný nepokoj", jakož i píseň Spomoziž mi z hoře mého, vyjadřující pocity člověka – lyrického subjektu, který stojí před čtenářem do hloubky své bytosti smutný, vnitřně rozporný a konec konců osamělý – a z těchto poloh adresuje svou řeč, resp. svou "píseň", i svou lidskou náději Bohu.

### Silvánova poetika
Pro Silvánovu poetiku je typická smyslová konkrétnost metafory, přirovnání i přívlastky, kterými umí názorně a plasticky vyjádřit pocity lyrického subjektu. Prvky kazatelského, patetického náboženského stylu zjemňuje tendencí k hovorovosti a k jednoduchosti lidové poezie. Verš je sylabický, stroficky uspořádaný (převažuje čtyřveršová strofa), sdruženě rýmovaný (dominují gramatické rýmy), v osobně laděných verších a delších strofách se však mění v komplikovanější a nepravidelnější rýmové uspořádání.
Ján Silván je – vyslovením své vlastní individuality, vyjádřením skutečného lidského subjektu – prvním skutečným slovenským renesančním básníkem.

## Dílo
- 1571 – Písně nové na sedm žalmů kajících a jiné žalmy (Praha), kancionál, výběr z celoživotního díla
- 1578 – Písně nové na sedm žalmů kajících a jiné žalmy (Praha, 2. rozšířené vydání)
- 1957 – Piesne Jána Silvána, faksimilie